# Caffè San Carlo
Il Caffè San Carlo è un caffè storico di Torino, situato nella centrale piazza San Carlo. Ancora oggi è apprezzato ritrovo dei torinesi.

## Storia
Il locale aprì nel 1822 con il nome Caffè di Piazza d'Armi, poiché l'omonima piazza svolse quella funzione fino al 1817. 
Divenne presto uno dei più celebri ritrovi di intellettuali e patrioti di tutta la stagione del Risorgimento, in contrapposizione ai caffè più conservatori come il Fiorio. 
Per tale motivo fu chiuso più volte dall'autorità cittadina per sospetta attività sovversiva a opera dei patrioti riformisti che solevano frequentarlo.
Nel 1837 subì una prima ristrutturazione guidata dall'architetto Giuseppe Leoni e fu realizzato il complesso apparato decorativo che lo caratterizza e riaprì sotto una nuova gestione con il nome di Caffè Vassallo.
Tra il 1839 e il 1840 vennero completate le decorazioni pittoriche del salone centrale a opera di Rodolfo Morgari e del Borra. Nel 1851 fu invece inaugurata la sala minore conosciuta come «Gabinetto Cinese», decorata dai maestri Pietro Spintz e Giacomo Beltrami secondo il gusto esotico dell'epoca.
La fama di salotto intellettuale crebbe e divenne uno dei più apprezzati caffè da parte di docenti universitari, giornalisti, politici, artisti e scrittori esponenti della coeva corrente della scapigliatura. 
Tra gli ospiti illustri del caffè vi furono Giovanni Giolitti, Francesco Crispi, Alexandre Dumas (figlio), Antonio Gramsci e l'ammiraglio Cagni che, insieme a Luigi Amedeo di Savoia-Aosta, Duca degli Abruzzi, nel 1899 progettò sui tavolini del caffè la spedizione in Antartide con la nave Stella Polare.
Nel corso del Novecento il locale prese il nome di Caffè San Carlo, divenendo anche il primo locale d'Europa a essere illuminato da lampioni a gas e continuò a essere un riferimento abituale per svariati personaggi tra cui Benedetto Croce, Edmondo De Amicis, Luigi Einaudi, Piero Gobetti, Francesco Pastonchi e anche da grandi esponenti della pittura come Felice Casorati e il gruppo del Sei di Torino
Nel corso della seconda guerra mondiale l'edificio che ospitava il locale subì dei gravissimi danni e il Caffè San Carlo rimase chiuso dal 1953 al 1963 per una lunga opera di restauro che restituì alcuni affreschi del soffitto andati persi con i bombardamenti e il recupero degli stucchi originali di capitelli e pannelli laterali.
Da allora il Caffè San Carlo, pur cambiando gestione più volte, è tornato a essere una delle più frequentate caffetterie di Torino ed è inserito nella lista dei Locali Storici d'Italia.

## Caratteristiche
Il locale è composto da un salone principale di forma quadrangolare e da una saletta laterale. 
L'accesso è nel salone più ampio fittamente decorato da colonne ioniche, lesene e stucchi dorati mentre la saletta minore è caratterizzata da un profilo curvilineo sul lato est e da eleganti nicchie che ospitano sculture.